# 瓦洛布
瓦洛布（法語：Vallorbe，法語發音：[valɔʁb]）是瑞士联邦西部法语区的沃州下设的一个市镇，位于奧爾布河上游，深入汝拉山脉。在行政上属于北汝拉区管辖。

## 历史
瓦洛布的人类居住历史较短，尚未发现早于12世纪的定居点遗迹。1139年，当地第一次见于文献。13世纪起，萨伏伊公国开始统治这一地区。1536年，伯尔尼夺得治权。

## 地理
瓦洛布是奥尔布河谷之意，位于河谷西端，三面环山。
瓦洛布的总面积为23.19平方公里。截至2010年底，总人口为3,312。

## 交通
- 第戎－瓦洛尔布铁路